# Nadine (Nowy Meksyk)
Nadine – jednostka osadnicza w Stanach Zjednoczonych, w stanie Nowy Meksyk, w hrabstwie Lea.